# Lars-Olof Norling
Lars-Olof Norling, född 30 september 1935 i Hinneryd, är en svensk boxare. Han tävlade för BK Primo och Stockholms AIF.
Norling tävlade i lätt tungvikt för Sverige vid olympiska sommarspelen 1960 i Rom, där han blev utslagen mot australiska Anthony Madigan.
Han blev svensk mästare i lätt tungvikt 1959 och 1960 samt svensk mästare i tungvikt 1961. Norling har även fått motta Stora grabbars märke. Han boxades som proffs mellan 1961 och 1967.